# Alain Tanner

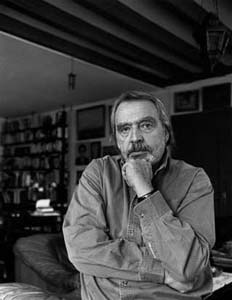
Alain Tanner, 1993

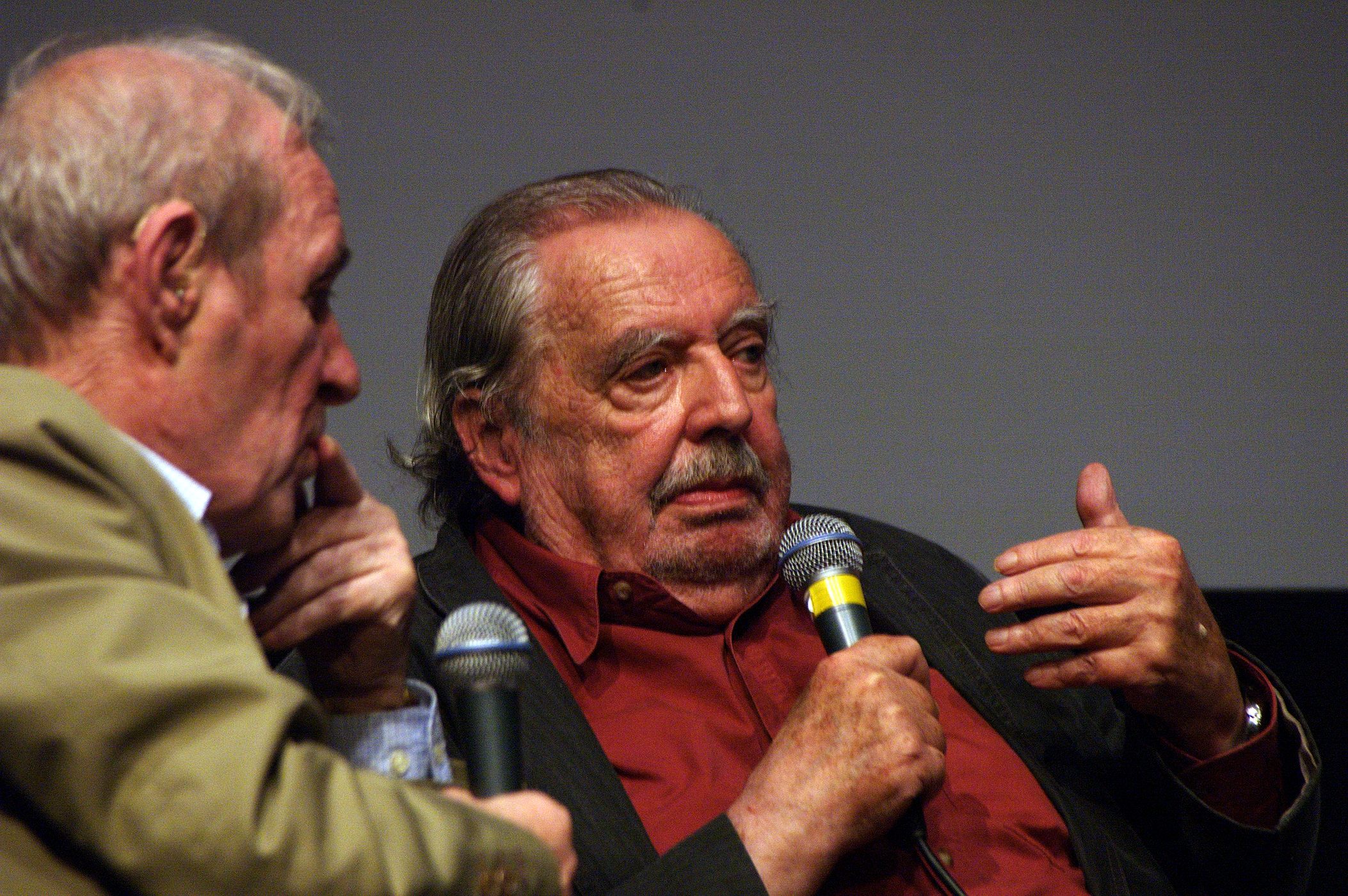
Alain Tanner im Interview mit André S. Labarthe

Alain Tanner (* 6. Dezember 1929 in Genf; † 11. September 2022 ebenda) war ein Schweizer Filmregisseur und Drehbuchautor, der bekannt wurde durch visionäre, einfühlsame Filme wie Jonas qui aura 25 ans en l’an 2000, Eine Flamme in meinem Herzen und Messidor.

## Leben
Alain Tanner studierte Wirtschaftswissenschaften an der Universität Genf. 1951 leitete er den Filmclub der Hochschule, den Claude Goretta gegründet hatte. Nach seinem Hochschulabschluss und einer kurzen Tätigkeit für internationale Reedereien zog es ihn zum Filmschaffen.
Er fand 1955 Arbeit am British Film Institute in London mit Tätigkeiten wie Untertitelungen, Übersetzungen und Organisieren des Archivs. Seinen ersten eigenen Free-Cinema-Kurzfilm «Nice Time» verwirklichte er 1957 gemeinsam mit Claude Goretta. Der Erstling gewann einen Preis auf dem Filmfestival in Venedig und viel Kritikerlob.
Tanner ging für eine Weile nach Frankreich, wo er bei mehreren kommerziellen Filmen assistierte. In Paris lernte er einige der wichtigsten Regisseure der Nouvelle Vague kennen sowie Henri Langlois, den Direktor der Cinémathèque française. Kritiker vermerkten gelegentlich, Einflüsse etwa von Jean-Luc Godard und Robert Bresson in seiner Filmsprache vorzufinden. Die Atmosphäre in den dortigen Filmerkreisen missfiel ihm sehr, er charakterisierte sie als «halsabschneiderisch».
Zwischen 1960 und 1968 kehrte er in die Schweiz zurück, realisierte dort in dieser Zeit mehr als 40 Filme sowie Dokumentationen für das französischsprachige Fernsehen. 1962 wurde er zum Mitbegründer der Schweizer Vereinigung der jungen Filmemacher Groupe 5.
Sein erster grosser Film Charles – tot oder lebendig von 1969 gewann den Ersten Preis bei den Internationalen Filmfestspielen von Locarno desselben Jahres; 2002 wurde er in der Berlinale-Retrospektive wieder gezeigt. Von seinen nächsten vier Filmen entstanden drei (La Salamandre, 1971; Le Milieu du monde, 1974 und Jonas…, 1976) in enger Zusammenarbeit mit dem bekannten Schriftsteller John Berger.
Seit 2014 befindet sich der Nachlass von Alain Tanner im Forschungs- und Archivierungszentrum der Cinémathèque suisse in Penthaz. Tanner starb am 11. September 2022 im Alter von 92 Jahren in Genf.

## Filmografie
- 1957: Nice Time
- 1961: Ramuz, passage d’un poète
- 1962: L’École
- 1964: Die Lehrlinge (Les Apprentis)
- 1966: Une ville à Chandigarh
- 1968: Docteur B., médecin de campagne
- 1969: Charles – tot oder lebendig (Charles mort ou vif)
- 1970: James ou pas – Regie: Michel Soutter – Produktion durch Alain Tanner
- 1971: Der Salamander (La Salamandre)
- 1972: Rückkehr aus Afrika (Le Retour d’Afrique)
- 1974: Die Mitte der Welt (Le Milieu du monde)[3]
- 1976: Jonas, der im Jahr 2000 25 Jahre alt sein wird (Jonas qui aura 25 ans en l’an 2000)
- 1979: Messidor (Messidor)[4]
- 1981: Lichtjahre entfernt (Les Années lumière)
- 1983: In der weissen Stadt (Dans la ville blanche)
- 1985: Niemandsland (No man’s land)
- 1987: Das Geistertal (La Vallée fantôme)
- 1987: Eine Flamme in meinem Herzen (Une flamme dans mon cœur)[5]
- 1989: Die Frau aus Rose Hill (La Femme de Rose Hill)
- 1991: Der Mann, der seinen Schatten verlor (L’Homme qui a perdu son ombre)
- 1993: Das Tagebuch der Lady M. (Le Journal de Lady M)
- 1995: Les Hommes du port
- 1996: Fourbi
- 1998: Lissabonner Requiem (Requiem)
- 1999: Jonas und Lila (Jonas et Lila, à demain)
- 2002: Fleurs de sang
- 2004: Paul s’en va

## Filmpreise
- 1969: Goldener Leopard des Filmfestivals Locarno für «Charles – tot oder lebendig»
- 1972: Preis des New York Film Critics Circle für «Der Salamander» (Bestes Drehbuch)
- 1976: Preis des New York Film Critics Circle für «Jonas…» (Bestes Drehbuch)
- 1981: Grand Prix Spécial der Jury des Filmfestivals Cannes 1981 für «Les Années lumière» (dt. Titel: Lichtjahre entfernt)